# Severn Valley Railway
| Ein Zug verlässt den Bahnhof Highley |                      |                                               |                                               |
| Streckenlänge: | 26 km                |                                               |                                               |
| Spurweite: | 1435 mm (Normalspur) |                                               |                                               |
| |                      |                                               |                                               |
| \| \| \| von Shrewsbury \| \| \| \| \| Bridgnorth \| \| \| \| \| Eardington Halt \| \| \| \| \| Hampton Loade \| \| \| \| \| Country Park Halt \| \| \| \| \| Alveley Halt \| \| \| \| \| Highley \| \| \| \| \| Arley \| \| \| \| \| Victoria Bridge über den Severn \| \| \| \| \| Northwood Halt \| \| \| \| \| Tenbury and Bewdley Railway von Tenbury Wells \| \| \| \| \| Bewdley \| \| \| \| \| nach Hartlebury \| \| \| \| \| Rifle Range Halt \| \| \| \| \| Bewdley Tunnel (439 m) \| \| \| \| \| Foley Park Halt \| \| \| \| \| von Worcester \| \| \| \| \| \| \| \| \| \| Kidderminster / Kidderminster Town \| \| \| \| \| nach Birmingham \| \| |                      |                                               |                                               |
| Strecke (außer Betrieb) |                      | von Shrewsbury                                | von Shrewsbury                                |
| Kopfbahnhof Strecke bis hier außer Betrieb |                      | Bridgnorth                                    | Bridgnorth                                    |
| Haltepunkt / Haltestelle |                      | Eardington Halt                               | Eardington Halt                               |
| Bahnhof |                      | Hampton Loade                                 | Hampton Loade                                 |
| Haltepunkt / Haltestelle |                      | Country Park Halt                             | Country Park Halt                             |
| ehemaliger Haltepunkt / Haltestelle |                      | Alveley Halt                                  | Alveley Halt                                  |
| Bahnhof |                      | Highley                                       | Highley                                       |
| Bahnhof |                      | Arley                                         | Arley                                         |
| Brücke über Wasserlauf |                      | Victoria Bridge über den Severn               | Victoria Bridge über den Severn               |
| Haltepunkt / Haltestelle |                      | Northwood Halt                                | Northwood Halt                                |
| Abzweig geradeaus und ehemals von rechts |                      | Tenbury and Bewdley Railway von Tenbury Wells | Tenbury and Bewdley Railway von Tenbury Wells |
| Bahnhof |                      | Bewdley                                       | Bewdley                                       |
| Abzweig geradeaus und ehemals nach rechts |                      | nach Hartlebury                               | nach Hartlebury                               |
| ehemaliger Haltepunkt / Haltestelle |                      | Rifle Range Halt                              | Rifle Range Halt                              |
| Tunnel |                      | Bewdley Tunnel (439 m)                        | Bewdley Tunnel (439 m)                        |
| ehemaliger Haltepunkt / Haltestelle |                      | Foley Park Halt                               | Foley Park Halt                               |
| Strecke von rechts · Strecke |                      | von Worcester                                 | von Worcester                                 |
| Abzweig geradeaus und von links · Abzweig geradeaus und nach rechts |                      |                                               |                                               |
| Bahnhof · Kopfbahnhof Streckenende |                      | Kidderminster / Kidderminster Town            | Kidderminster / Kidderminster Town            |
| Strecke |                      | nach Birmingham                               | nach Birmingham                               |

Die Severn Valley Railway ist eine normalspurige Museumsbahn in Shropshire und Worcestershire in England. Die 26 Kilometer lange einspurige Strecke verläuft von Bridgnorth nach Kidderminster im Tal des Severn, den sie auf der Victoria Bridge überquert. Zwischen den Endbahnhöfen gibt es vier weitere Bahnhöfe und drei Bedarfshaltestellen.

## Geschichte

### Bau und Betrieb der Strecke
Die Severn Valley Railway wurde zwischen 1858 und 1862 erbaut. Sie verband Hartlebury, bei Droitwich Spa, mit Shrewsbury über eine Entfernung von 40 Meilen (64 km). Wichtige Stationen an der Strecke waren Stourport-on-Severn, Bewdley und Arley in Worcestershire sowie Highley, Hampton Loade, Bridgnorth, Coalport, Ironbridge, Buildwas, Cressage und Berrington in Shropshire.
Obwohl die Bahnlinie von der ursprünglichen Severn Valley Railway Company erbaut worden war, wurde sie seit ihrer Eröffnung am 1. Februar 1862 von der West Midland Railway betrieben, die später – am 1. August 1863 – in der Great Western Railway (GWR) aufging. Als eine der vielen Nebenstrecken (englisch branch lines) im ausgedehnten Netzwerk der GWR wurde sie in der Folge in den Fahrplänen der GWR als Severn Valley Branch bezeichnet. Der größte Teil der Infrastruktur der Strecke (außer Bahndämmen und Einschnitten) war für ein zweites Streckengleis vorbereitet, aber aus Kostengründen wurde nur ein Gleis verlegt. Dies sollte einen späteren zweigleisen Ausbau mit minimaler Beeinträchtigung des laufenden Betriebs auf der Strecke ermöglichen, jedoch kam es dazu niemals.
1878 eröffnete die GWR eine Verbindung von Bewdley nach Kidderminster. Jetzt konnten Züge aus dem Black Country direkt nach Shropshire fahren. Diese Verbindung ist heute Teil der Museumsbahn, während die ursprüngliche Strecke der Severn Valley Railway von Bewdley nach Hartlebury über Stourport heute stillgelegt und weitgehend abgebaut ist. Die meisten Züge von Kidderminster nach Bewdley fuhren weiter über die Tenbury and Bewdley Railway (abgebaut in the 1960er Jahren) nach Tenbury Wells oder Woofferton. Im Kreuzungsbahnhof Buildwas Junction – später Ort des inzwischen stillgelegten Kraftwerks Ironbridge im heutigen Telford – hatten die Züge der Severn Valley Railway Anschluss an Züge von Wellington nach Much Wenlock und Craven Arms.

### Niedergang und Schließung
Zeit ihres Bestehens war die Severn-Valley-Strecke niemals finanziell erfolgreich. Haupteinnahmequelle war der Güterverkehr; überwiegend wurden landwirtschaftiche Produkte transportiert sowie Kohle aus den Bergwerken von Alveley and Highley. Nach dem Ersten Weltkrieg ging die Zahl der Reisenden zurück, besonders in den großen Zwischenbahnhöfen Stourport, Bewdley und Bridgnorth. Maßnahmen wie die Eröffnung zusätzlicher Haltepunkte in den 1930er Jahren, um mehr örtlichen Verkehr anzuziehen, hatten nur begrenzten Erfolg. Jedoch war die Strecke im Zweiten Weltkrieg strategisch nützlich als alternative Route rund um die West Midlands; Hauptstrecke war die Oxford Worcester and Wolverhampton Railway.
Auch nach der Verstaatlichung der britischen Eisenbahnen nahm der Personenverkehr weiter ab. Obwohl die Severn Valley Railway zur Zeit der Beeching Axe in den 1960er Jahren stillgelegt wurde, war ihre Schließung schon vor der Veröffentlichung von Richard Beechings Bericht „The Reshaping of British Railways“ am 27. März 1963 beschlossen worden. British Railways hatte im Januar 1962 angekündigt, dass die Wirtschaftlichkeit der Strecke untersucht werde, und die British Transport Commission kündigte die Schließung am 1. Oktober 1962 vor einem Treffen des West Midlands Transport Users Consultative Committee an, das im Rathaus Bridgnorth am 8. November 1962 stattfand. Einwände gegen die beabsichtigte Schließung blieben erfolglos, und so wurde die Strecke zwischen Shrewsbury und Bewdley am 9. September 1963 für den Personenverkehr geschlossen. Der durchgehende Güterverkehr endete am 30. November 1963. Nach der Stilllegung wurde die Strecke nördlich von Bridgnorth abgebaut. Örtlichen Güterverkehr gab es bis 1969 zum Bergwerk Alveley und bis 1982 zur Fabrik der British Sugar Corparation in Foley Park. Es gab weiterhin spärlichen Personenverkehr von Bewdley nach Kidderminster und Hartlebury; dieser endete 1970.

### Geschichte der Museumsbahn

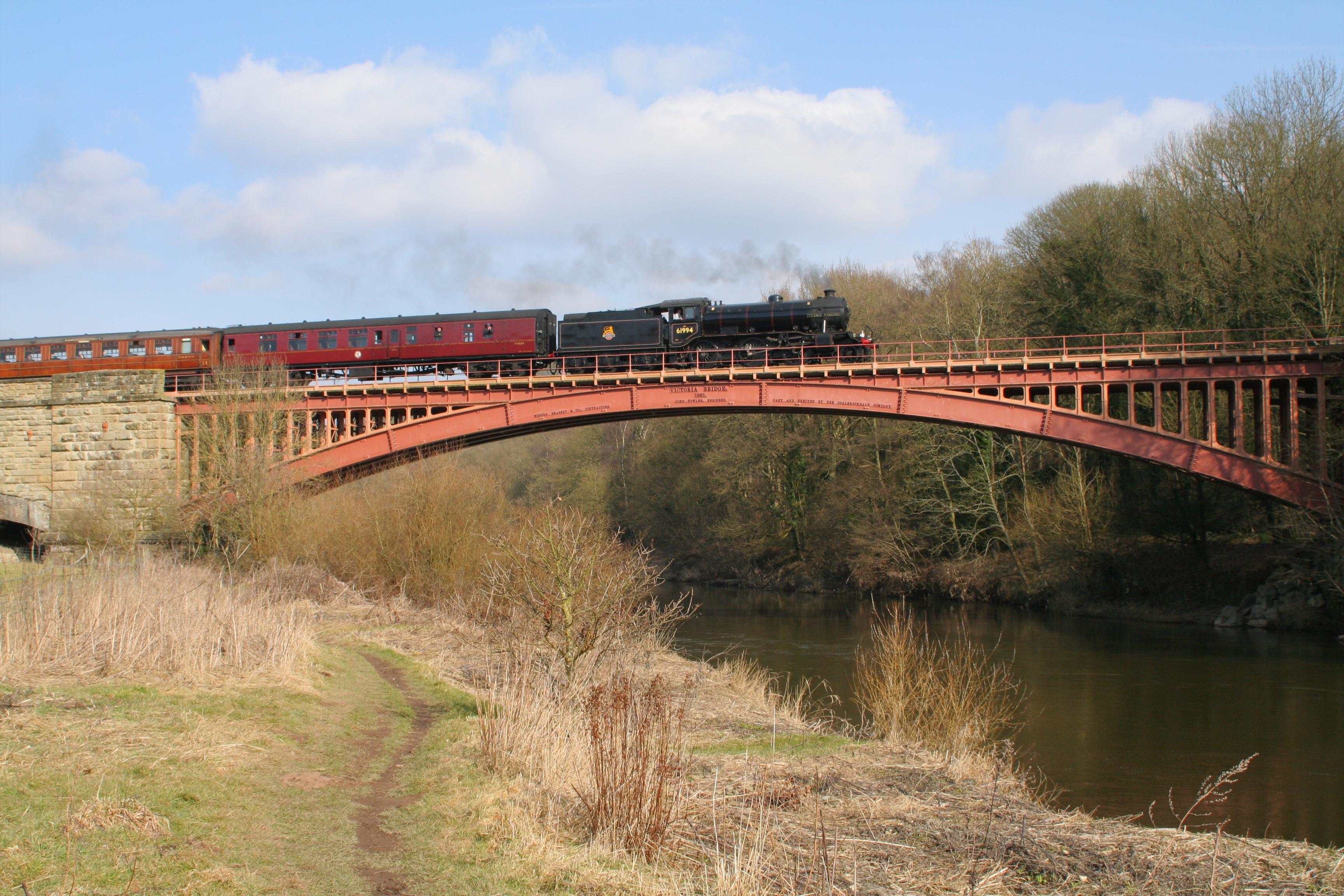
Ein Zug der SVR auf der Victoria Bridge (März 2010)

Die Severn Valley Railway Society wurde im Juli 1965 von Personen gegründet, die einen Teil der 1963 stillgelegten Bahnstrecke erhalten wollten. British Railways (BR) als Besitzer der Strecke hatte mit ihrem Abbau begonnen und akzeptierte im Februar 1966 ein Angebot von 25.000 £ für die 5 1⁄2 Meilen (knapp 9 km) zwischen Bridgnorth und dem Bergwerk Alveley. Im Februar 1967 leistete die Gesellschaft eine Anzahlung von 2.500 £. Um eine Betriebsgenehmigung (Light Railway Order) zu erhalten, musste eine Limited Company gegründet werden. Die neue Severn Valley Railway Company wurde im Mai 1967 registriert und nach der Gesellschaft benannt, die die Strecke ursprünglich gebaut hatte. Schon zu diesem frühen Zeitpunkt war das erklärte Ziel der Gesellschaft “[to] preserve, retain and restore the standard-gauge railway extending from Bridgnorth to Kidderminster via Bewdley” (deutsch: „die Erhaltung, Bewahrung und Wiederherstellung der normalspurigen Bahnstrecke von Bridgnorth nach Kidderminster über Bewdley“).
Der Light Railway Order wurde im Mai 1970 erteilt, damit konnte ein regelmäßiger Zugverkehr zwischen Bridgnorth und Hampton Loade aufgenommen werden. Der Rest des Kaufpreises von 25.000 £ wurde am 24. Juni 1970 an British Rail bezahlt.
Das Ende der Kohlenzüge vom Bergwerk Alveley 1969 erlaubte 1972 der SVR, weitere 8 1⁄2 Meilen (13,7 km) der Strecke von Hampton Loade nach Foley Park zu erwerben. Der Kaufpreis von 74.000 £ (2023: ca. 1,23 Mio. £) wurde durch den Börsengang einer Public Company aufgebracht, die zunächst unter der Leitung von Sir Gerald Nabarro MP stand (die Strecke lag teilweise in seinem ehemaligen Wahlkreis Kidderminster). Die Aktien wurden ausgegeben, aber nachdem die Ehrenamtlichen der SVR herausgefunden hatten, dass er den Verkauf des Bahnhofs Bridgnorth für den Bau eines Hotels und Wohnungen plante und Geschäftsfreunde von außerhalb in den Vorstand holen wollte, führte dies zu Streikdrohungen des ehrenamtlichen Personals, und seine Vorschläge wurden in einer hitzigen Jahreshauptversammlung verworfen. Nabarro trat als Vorsitzender im März 1973 zurück und verlies den Vorstand im Mai 1973; neuer Vorsitzender wurde Viscount Garnock. Im Mai 1974 wurde der Zugverkehr bis Bewdley ausgegehnt.
Nach dem Ende des Güterverkehrs zur Zuckerfabrik in Foley Park 1982 kaufte die SVR das letzte Stück der Strecke bis Kidderminster für 75.000 £ (2023: ca. 334.000 £). Außerdem mietete die SVR den ehemaligen Güterbahnhof Comberton Hill in Kidderminster von British Railways, wo ein neuer Personenbahnhof – Kidderminster Town – gebaut werden sollte. Dies geschah rechtzeitig zur Eröffnung des Personenverkehrs nach Kidderminster am 30. Juli 1984.
Zu den größeren Entwicklungen auf der Severn Valley Railway seit 1984 gehörte die Inbetriebnahme eines neu gebauten Stellwerks in Kidderminster 1987, die Eröffnung einer neuen Dampfkesselwerkstatt in Bridgnorth 1990, der Kauf des Geländes des Bahnhofs Kidderminster Town 1994, die Eröffnung einer neuen Wagenhalle in Kidderminster 2003, die Fertigstellung des Ostflügels und des Vordachs des Bahnhofs Kidderminster Town 2006 und die Eröffnung des Lokschuppen-Museums in Highley 2008. Das Jahr 2010 stand im Zeichen des 40. Jahrestages der Eröffnung der Museumsbahn 1970 und des 175-jährigen Jubiläums der Gründung der Great Western Railway. 2015 stand im Zeichen des 50. Jahrestages der Geburt der Severn Valley Railway am 6. Juli 1965. In beiden Jahren fanden besondere Veranstaltungen statt, um diese Jubiläen zu feiern.

## Betrieb
Die SVR betreibt historische Personenzüge, die von Dampf- oder Diesellokomotiven über die ungefähr 26 km lange Strecke zwischen Kidderminster und Bridgnorth gezogen werden und an allen Bahnhöfen halten. Die „Halte“ (Northwood Halt, Country Park Halt und Eardington Halt) sind Bedarfshaltestellen, die von den Fahrgästen nur bei Tageslicht benutzt werden können. Diese Züge verkehren während der britischen Schulferien und an den Wochenenden. Gelegentlich kommen Speisewagen als zusätzliche Attraktion für die Besucher zum Einsatz. Die Bahn ist Ort von Sonderveranstaltungen, die sich an verschiedene Zielgruppen richten, um die Zahl der Besucher und die Einnahmen zu steigern.
Es gibt besondere Gala-Tage für die Enthusiasten, oftmals mit dem Besuch von Lokomotiven und Fahrzeugen von anderen Museumsbahnen. Durch diese und andere Attraktionen hat die Zahl der Reisenden in guten Jahren den Wert von 250.000 überschritten.
Im September 2023 gab die SVR bekannt, dass sie eine Partnerschaftsvereinbahrung mit Network Rail abgeschlossen hat und professionelle Unterstützung, Beratung sowie überflüssiges Material erhalten wird, auch sollen Angestellte von Network Rail an besonderen Freiwilligentagen zu Gast sein.
Die Gleisverbindung der SVR zum von Network Rail betriebenen britischen Eisenbahnnetz in Kidderminster ermöglicht es, Fahrzeuge für die Streckenunterhaltung, Unkrautbekämpfung, Streckenvermessung sowie gelegentlich Reisezüge aus verschiedenen Teilen des Landes nach Bridgnorth zu bringen. Einige Beispiele dafür sind:
- Im Mai 2007 brachten zwei Güterzüge der EWS 6 m lange Rohre von Kidderminster zur Wasseraufbereitungsanlage von Severn Trent in Trimpley.[28]
- Zwei durchgehende Züge von Bridgnorth nach London Marylebone betrieben von Chiltern Railways am 15. August und am 28. November 2009.[29][30]
- Im März 2021 war die Bahn Teststrecke für die erste umgebaute Lokomotive der Baureihe 69, betrieben von GB Railfreight.[31]
- Ein InterCity 125 von CrossCountry im September 2022; Anlass war der 40-jährige Einsatz dieser Züge bei diesem Verkehrsunternehmen.[27]

## Signalisierung

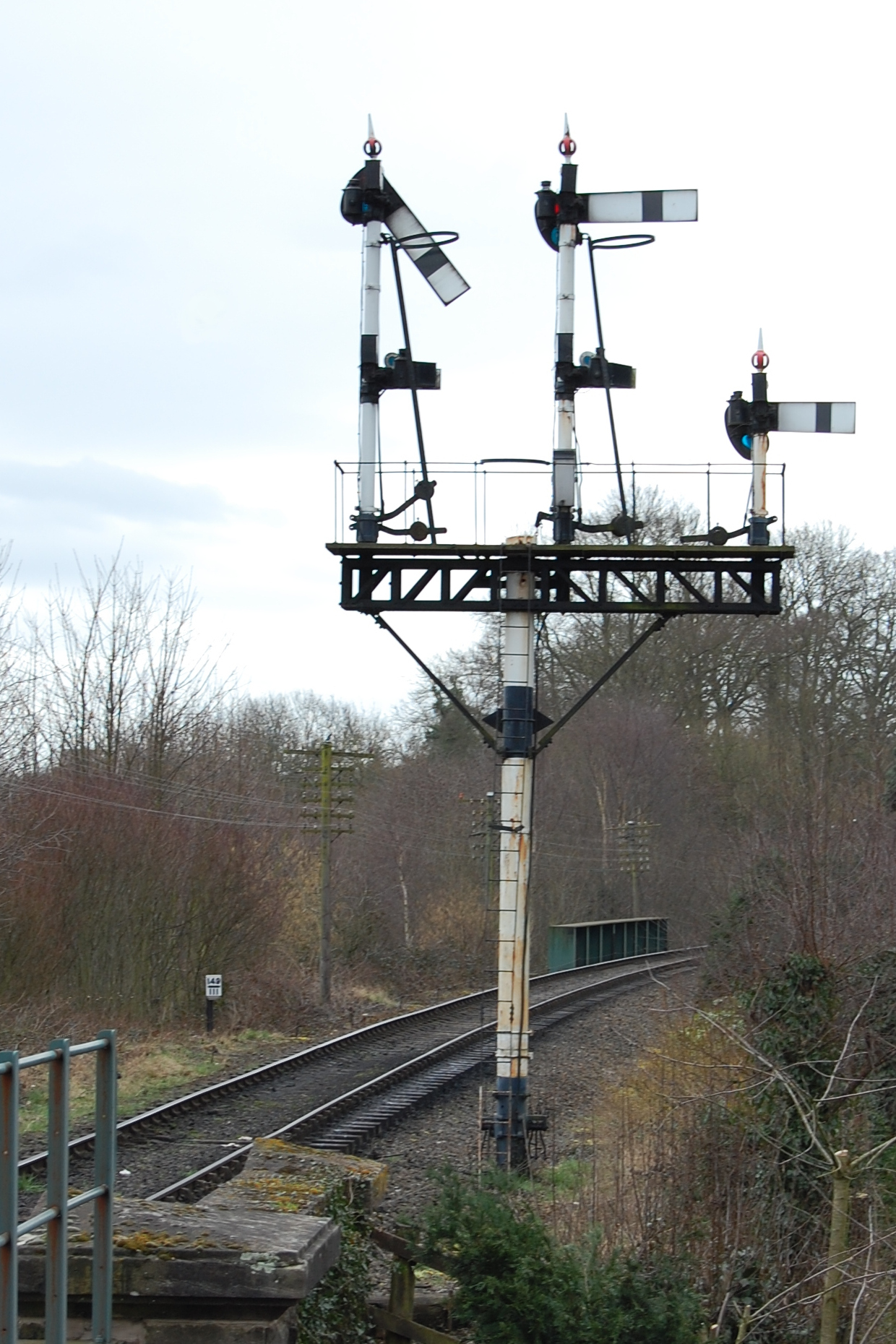
Einfahrsignale in Bridgnorth, Fahrerlaubnis für einen Zug nach Gleis 1

Mit Ausnahme der Verbindung zu den Gleisen von Network Rail in Kidderminster, wo es ein Lichtsignal gibt, ist die ganze Strecke mit Lower-Quadrant-Signalen im Stil der Great Western Railway ausgestattet. Mast und Flügel können aus Metall oder Holz sein, als Ausnahme hat das Ausfahrsignal aus Highley in Richtung Bridgnorth einen seltenen Betonmast. Jeder Bahnhof (aber nicht die Haltestellen) besitzt ein Stellwerk. In Bewdley sind es wegen der Ausdehnung der Bahnanlagen sogar zwei (Nord und Süd), da Bewdley ursprünglich Abzweigbahnhof war.

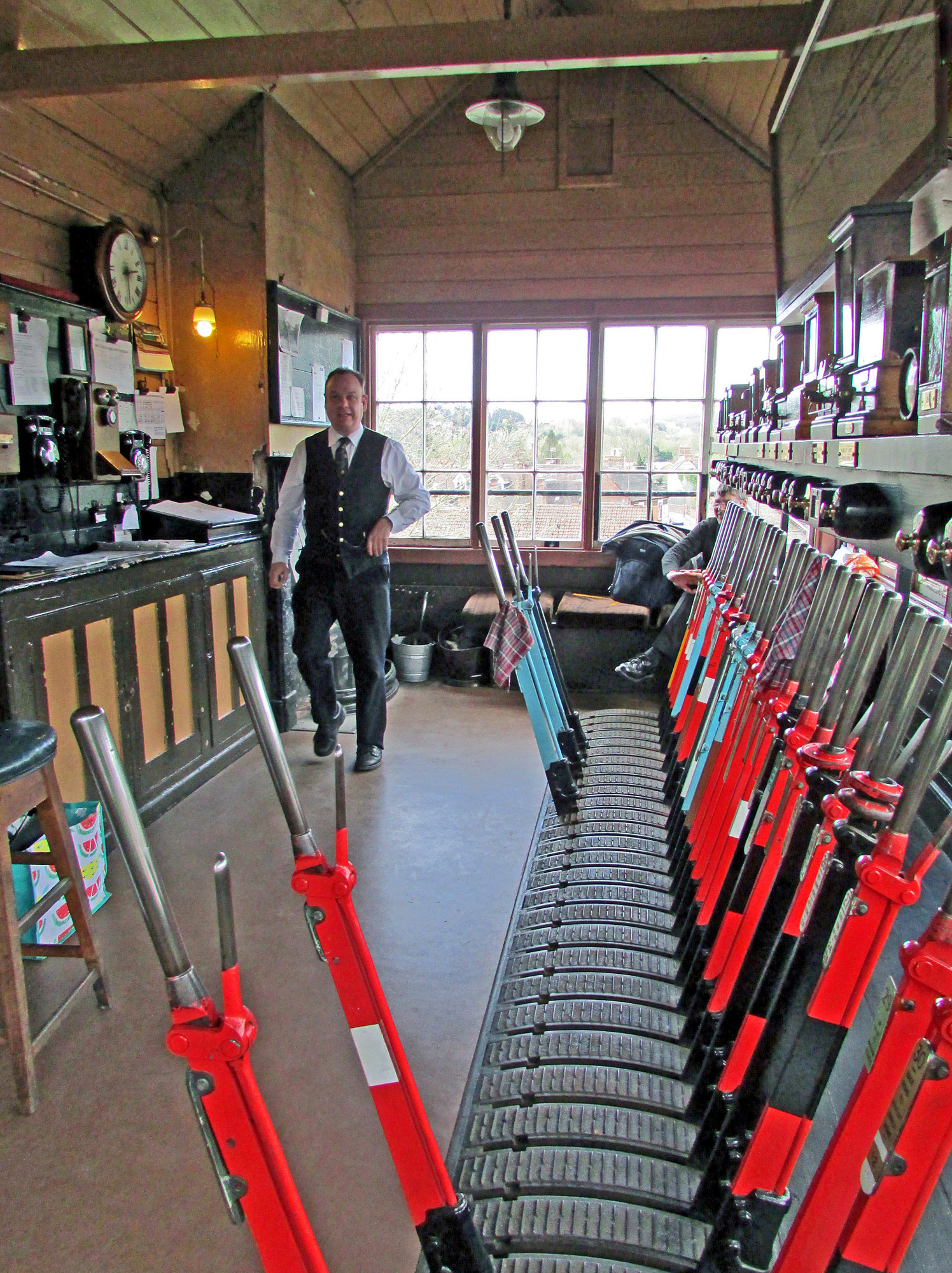
Stellwerk Bewdley Nord

Auf allen Streckenabschnitten zwischen Bridgnorth und Bewdley Nord kommt Electric Token Block zum Einsatz  Die eingleisige Strecke zwischen Bewdley South und Kidderminster wird durchgehend per Gleisstromkreis überwacht. 
Die meisten Stellwerke an der Strecke tragen ihre originalen gusseisernen GWR-Namensschilder. Einzige Ausnahme ist Bridgnorth, das eine Nachbildung hat. Das Namensschild im Bahnhof Kidderminster der SVR stammt von einem Stellwerk, das sich früher an einer anderen Stelle im Bahnhof Kidderminster befand und Network Rail gehörte. Die Hebelbank dieses Stellwerks wurde in Arley wiederverwendet. Das Stellwerksgebäude dort stammt aus dem Bahnhof Yorton der LNWR, das Origialstellwerk in Arley ist abgerissen worden.

## Fahrzeuge und Lokomotiven
Die SVR bewahrt, unterhält und restauriert eine große Anzahl an historische Personen- und Güterwagen, die regelmäßig auf der Strecke zum Einsatz kommen. Ebenso kann sie auf eine große Flotte von Lokomotiven für ihre Züge zurückgreifen. Nur ein kleiner Teil dieser Fahrzeuge gehört der Bahngesellschaft selbst; die übrigen sind im Besitz von befreundeten Gruppen wie der Great Western (Severn Valley Railway) Association, dem Erlestoke Manor Fund, dem 75069 Fund oder Privatpersonen. Die SVR ist ebenfalls Standort der West Midland Group, die sich auf die Erhaltung Dieseltriebzügen spezialisiert hat, und der Diesel Traction Group, die eine Reihe der historischen Diesellokomtiven der SVR besitzt. Lokomotiven und Wagen der Museumsbahn werden heute nur gelegentlich für Ausflüge auf das National-Rail-Netzwerk benutzt, soweit ihre Sicherheitseinrichtungen es erlauben und eine entsprechende Zulassung besteht.

## Miniatureisenbahnen
The Coalyard Miniature Railway – eine personenbefördernde Gartenbahn auf 184 mm Spurweite – bietet Mitfahrgelegenheiten im Bahnhof Kidderminster Town. Die Paddock Railway ist eine Modellbahn auf 32-mm-Spur (Maßstab 1:19), die an den meisten Sonntagen im Bahnhof Hampton Loade fährt. Beide Bahnen werden ehrenamtlich betrieben.

## Werkstätten

### Lokomotivwerkstätten

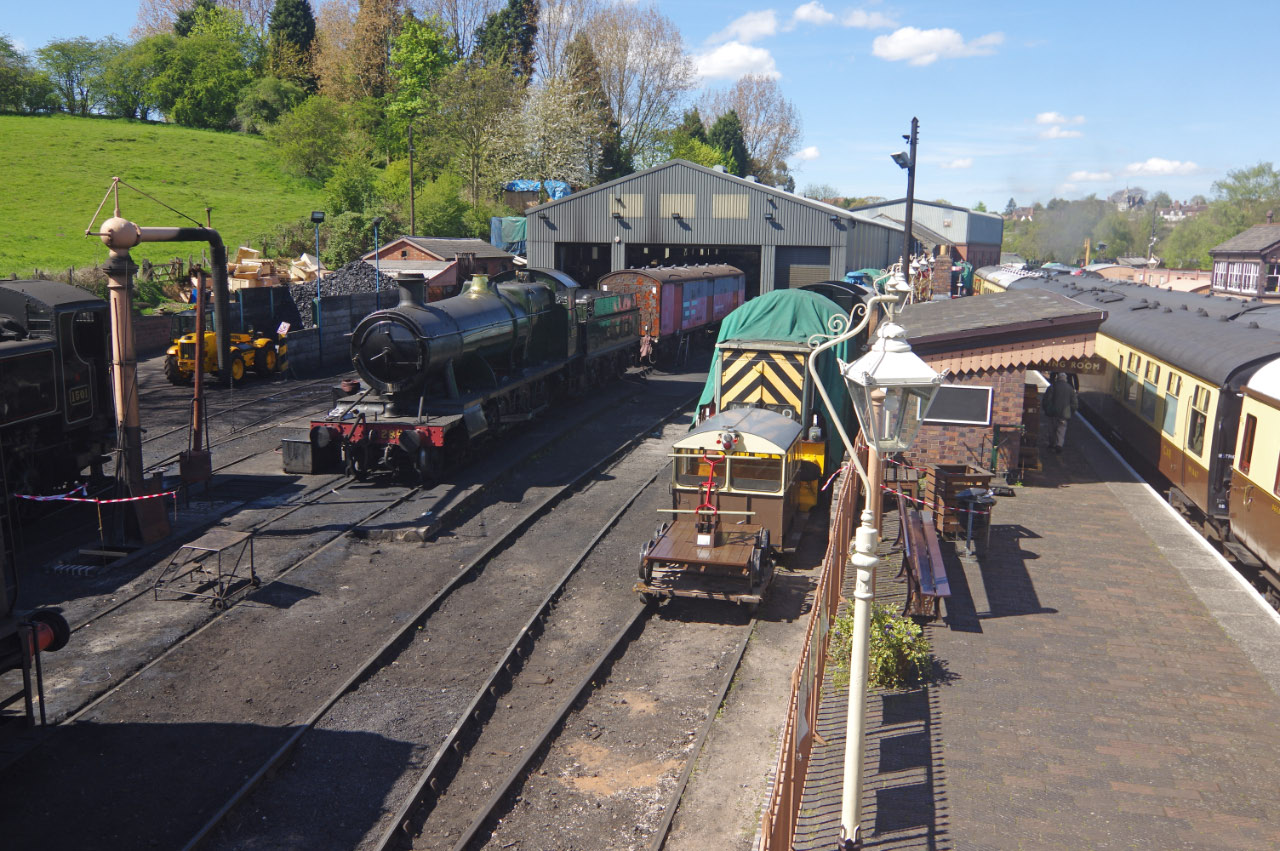
Lokomotivwerkstatt Bridgnorth (2015)

Die Hauptwerkstatt für Dampflokomotiven befindet sich in  Bridgnorth. Aus Sicherheitsgründen ist sie normalerweise nicht öffentlich zugänglich, aber gelegentlich gibt es Führungen und Tage der offenen Tür. Zu ihrer Einrichtung gehören Hebeböcke, eine Radsatzdrehmaschine von Noble and Lund, eine Achssenke aus dem Bahnbetriebswerk Leicester und eine Dampfkesselwerkstatt mit einem Brückenkran. Anfang 2009 wurden Arbeiten zur Verbesserung der natürlichen Beleuchtung, besserer Abdichtung des Schuppens gegen Wasser und der Einbau von Rolltoren am südlichen Ende abgeschlossen. Weitere Verbesserungen wurden 2022 fertiggestellt und enthielten die Installation eines Brückenkrans, Neubau des Daches und eine Reihe von Umweltschutzmaßnahmen wie die Umstellung auf LED-Beleuchtung.
Diesellokomotiven werden in Kidderminster in einer Halle mit drei Gleisen gewartet, die 2016 eröffnet wurde und Untersuchungsgruben sowie einen Brückenkran enthält.

### Wagenwerkstatt
Auch wenn das Lackieren und Restaurieren von Wagen an einer ganzen Reihe von Orten entlang der Eisenbahn ausgeführt wird, befindet sich die Hauptwerkstatt für Wagenreparaturen im ehemaligen Güterschuppen in Kidderminster, der direkt neben der Hauptstrecke liegt. Die Werkstatt ist mit allen erforderlichen Maschinen und Werkzeugen ausgerüstet, um sämtliche Reparaturen an Wagenkästen und Drehgestellen durchzuführen. Auch kann man die Spannungsregler der Lichtmaschinen kalibrieren und einstellen sowie die Vakuumbremsen gründlich überholen und testen. Wie die Lokomotivwerkstätten ist auch die Wagenwerkstatt aus Sicherheitsgründern normalerweise nicht öffentlich zugänglich.

### Fahrzeughalle

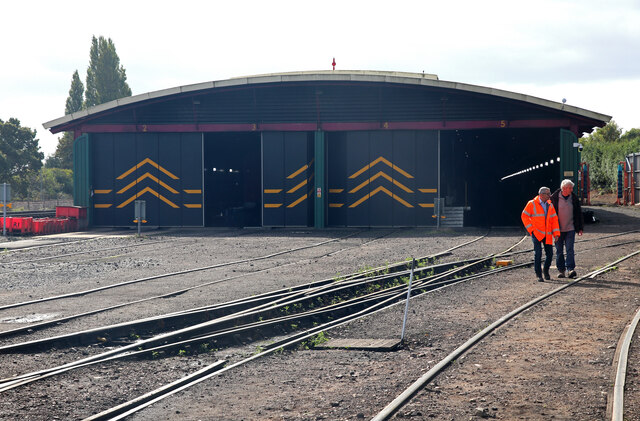
Fahrzeughalle Kidderminster (2022)

Die Fahrzeughalle Kidderminster ist eine Lagerhalle mit einem einfeldrigen grauen Dach neben der freien Strecke der Museumsbahn am Ende des Bahnhofs. Sie dient zum Unterstellen, Warten, Reinigen und Untersuchen der Personenwagenflotte der SVR. Auch können kleinere Reparaturen durchgeführt werden. Die Halle hat vier Gleise und ist fast 400 m lang; außerdem gibt es zwei weitere Abstellgleise außerhalb der Halle. Es gibt Platz für 62 Wagen, die hier während der Betriebspausen für längere Zeit vor den Einflüssen der Witterung geschützt untergestellt werden können. Die Halle wurde von 1999 bis 2000 mit Hilfe von 1,7 Mio. £ an Fördermitteln aus dem Heritage Lottery Fund gebaut.

### DerLokschuppen

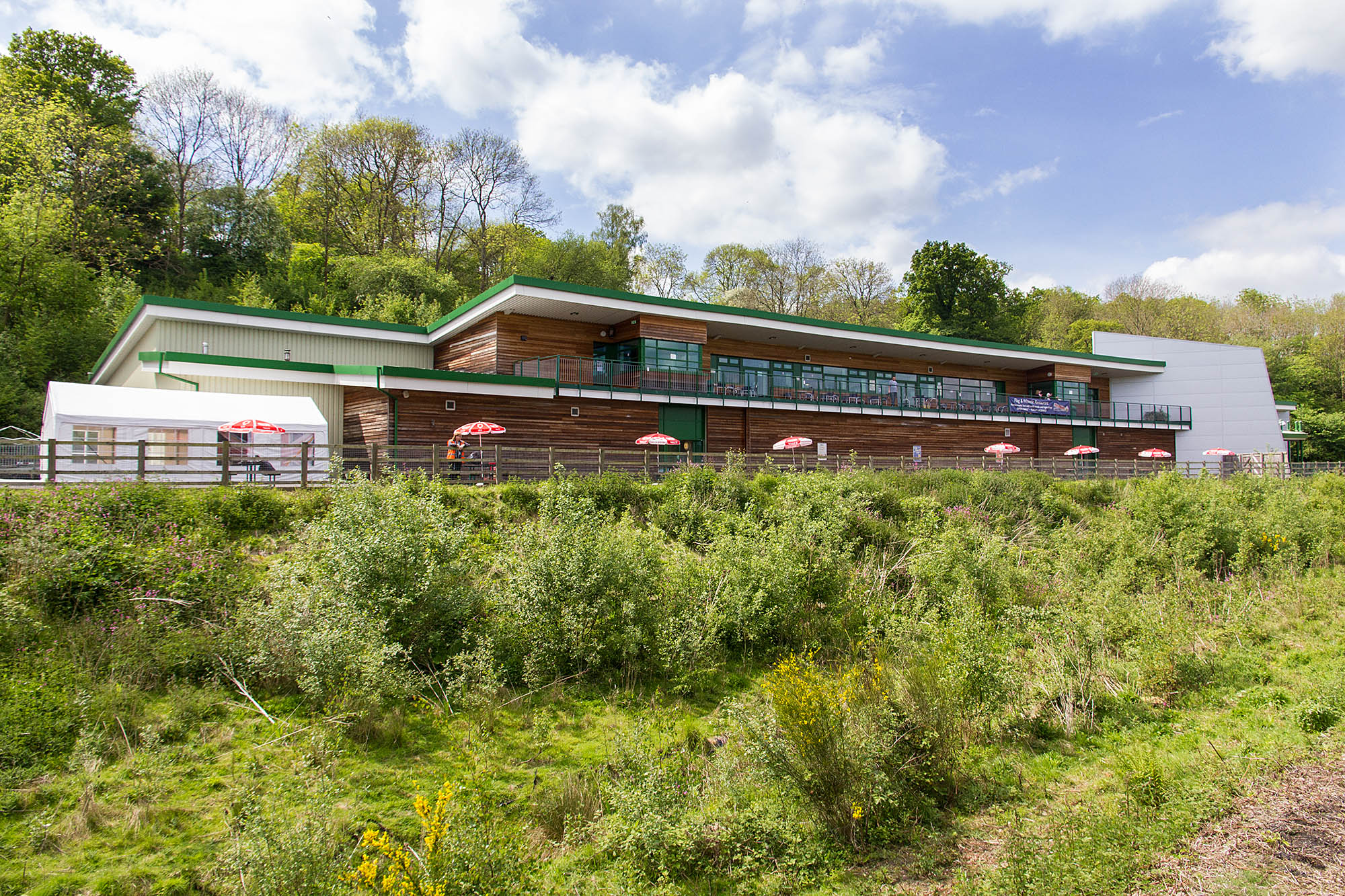
Der Lokschuppen in Highley, gesehen von der Bahnstrecke aus

Der Lokschuppen (englisch the Engine House) ist ein Museum neben dem Bahnhof Highley und bietet Lokomotiven und anderen Fahrzeugen, die momentan nicht in Betrieb sind, eine überdachte Abstell- und Ausstellungsfläche. Er ist normalerweise an Fahrtagen der Museumsbahn geöffnet und eine der Attraktionen der Strecke.
Auf dem Gelände, wo sich heute der Lokschuppen befindet, lagen früher die Anschlussgleise der Kohlengrube Highley; später befand sich dort die Lager- und Verkaufsfläche der Kohlengrube Alveley. Die SVR hatte bereits 1973 geplant, das Gelände für eine Einrichtung zum Abstellen und Ausstellen von Lokomotiven ohne aktuelle Betriebserlaubnis zu nutzen. Als sich die Gelegenheit ergab, Mittel aus Heritage Lottery Fund sowie Subventionen aus dem Europäischen Fonds für regionale Entwicklung und von Advantage West Midlands zu bekommen, wurde das Land im August 2001 von der SVR gekauft. Die Baugenehmigung wurde 2004 erteilt.
Die für Mitte 2007 geplante Eröffnung verzögerte sich wegen des Starkregenschadens in Highley im Juni des gleichen Jahres (siehe #Sommer 2007). Erstmalig öffentlich zugänglich war der Lokschuppen am 20. März 2008, am gleichen Tag an dem auch der Zugverkehr über die Gesamtstrecke zwischen Bridgnorth und Kidderminster wieder aufgenommen wurde. Eine offizielle Eröffnung fand am 28. April 2009 statt in Gegenwart des Lord Lieutenant von Shropshire, Algernon Heber-Percy. Eine zweite Einweihung wurde zusammen mit der einer neu gebauten Fußgängerbrücke im Bahnhof Highley am 21. Oktober 2009 durch Prince Richard, Duke of Gloucester durchgeführt, der an der ersten Zeremonie wegen Krankheit nicht hatte teilnehmen können.

## Bahnhöfe und Haltepunkte
| Name               | Koordinaten                     | Bemerkungen                                                                 |
| ------------------ | ------------------------------- | --------------------------------------------------------------------------- |
| Bridgnorth         | 52° 31′ 49,8″ N, 2° 25′ 14,9″ W | Der einzige Bahnhof unter Denkmalschutz                                     |
| Eardington Halt    | 52° 30′ 6,1″ N, 2° 24′ 0,4″ W   | ursprünglich nur Eardington genannt (geschlossen 1982, wiedereröffnet 2023) |
| Hampton Loade      | 52° 28′ 25,7″ N, 2° 22′ 37,7″ W |                                                                             |
| Country Park Halt  | 52° 27′ 18″ N, 2° 22′ 33,1″ W   | Bedarfshaltestelle, Ersatz für Alveley Halt                                 |
| Highley            | 52° 26′ 41,3″ N, 2° 22′ 14″ W   |                                                                             |
| Arley              | 52° 25′ 1,2″ N, 2° 20′ 52,8″ W  |                                                                             |
| Northwood Halt     | 52° 23′ 39,1″ N, 2° 19′ 36,2″ W | Bedarfshaltestelle                                                          |
| Bewdley            | 52° 22′ 31,1″ N, 2° 18′ 22″ W   |                                                                             |
| Kidderminster Town | 52° 23′ 3,5″ N, 2° 14′ 24,1″ W  | kein originaler Bahnhof, eröffnet 1984                                      |

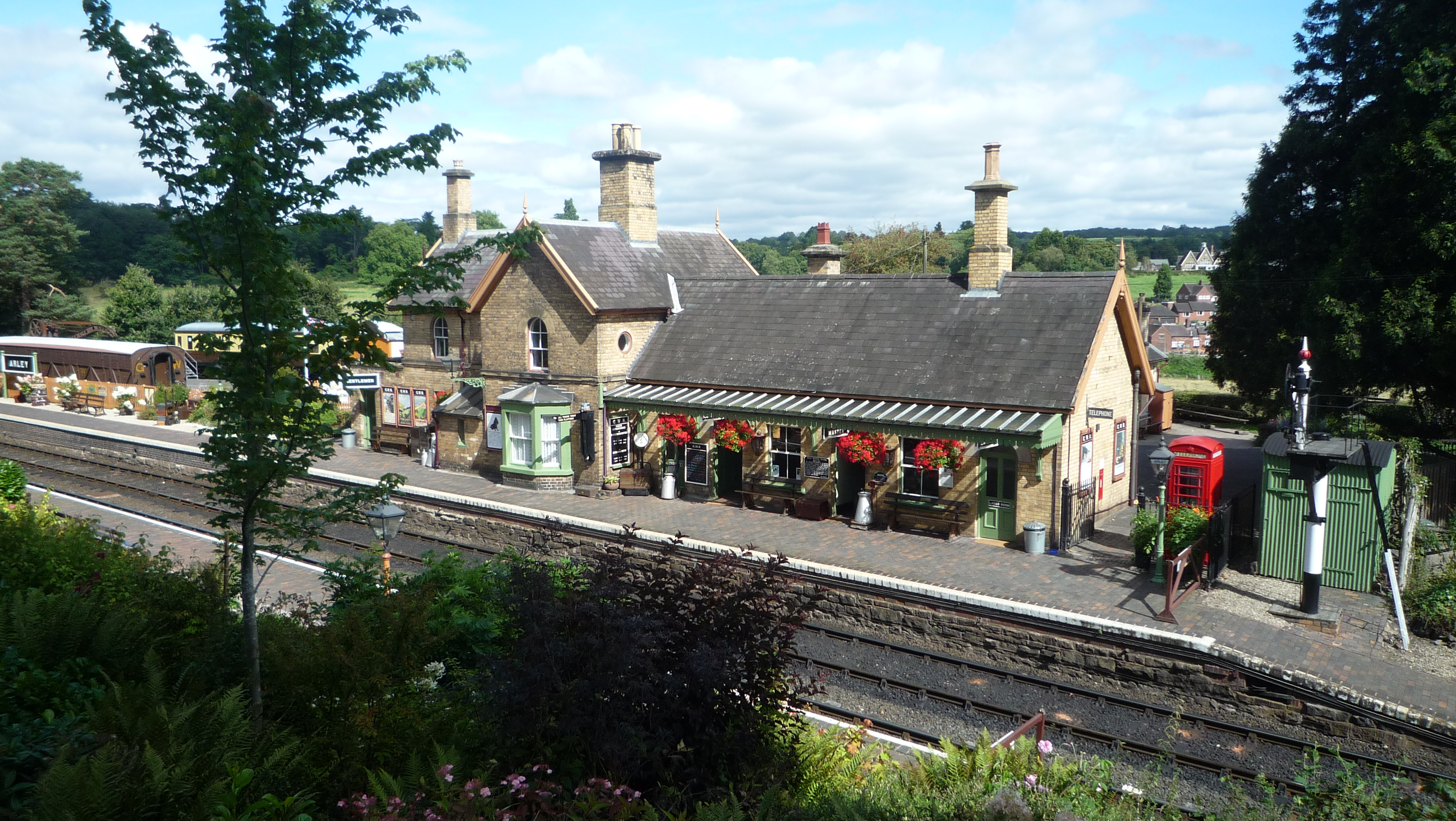
Arley

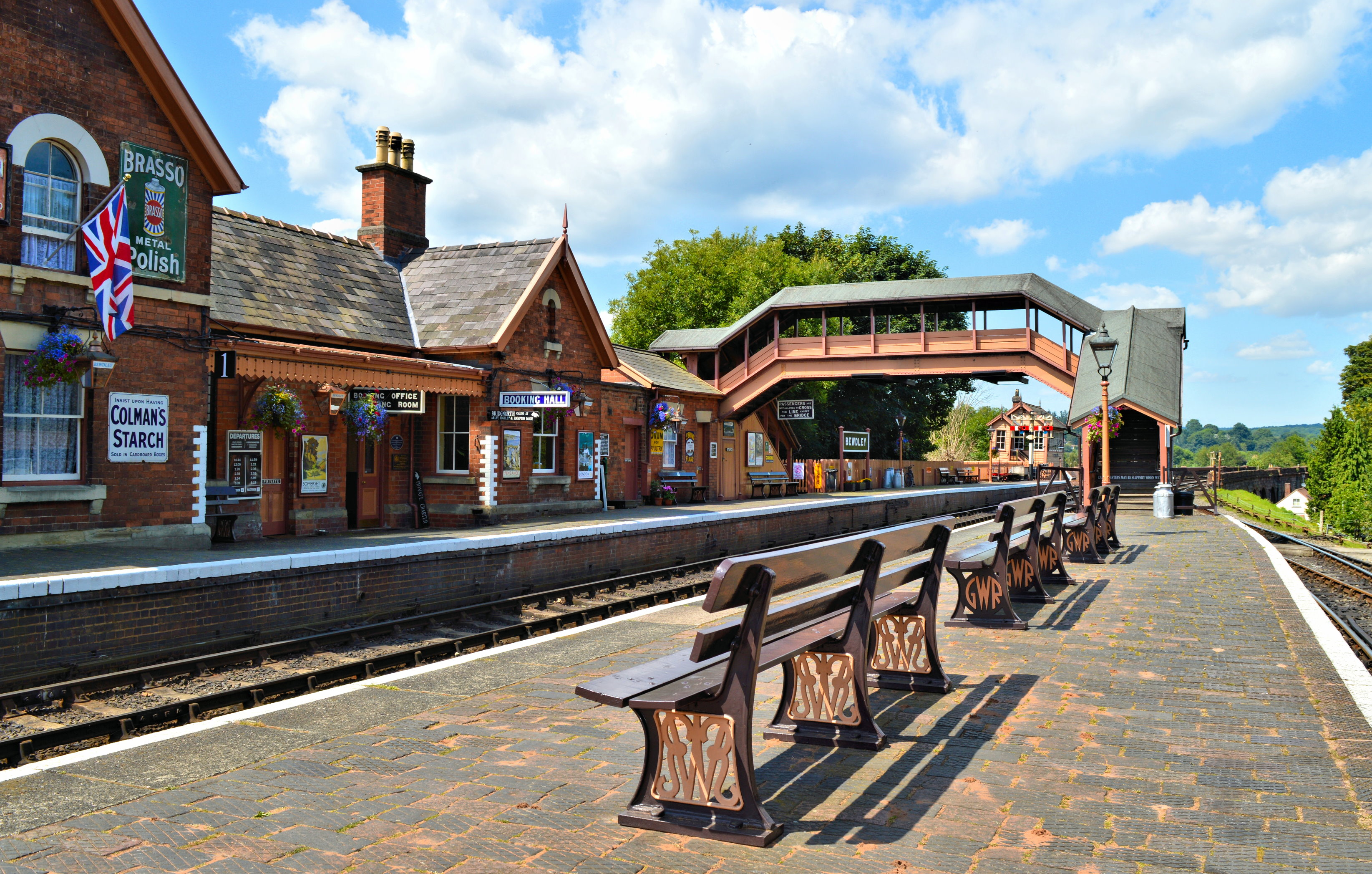
Bewdley

Mit Ausnahme der drei Haltepunkte (Eardington, Country Park and Northwood) können sich Züge auf allen Zwischenstationen der eingleisigen Strecke begegnen. Allerdings hat die Ausweiche in Highley keinen Bahnsteig und die Weichen zu den Nebengleisen sind nicht verschließbar, was eine gesetzliche Vorschrift für personenbefördernde Eisenbahnen ist. Daher kann sie von Zügen mit zahlenden Fahrgästen nicht genutzt werden. Sie dient daher nur für Arbeitszüge, Vorführungen von Güterzügen und Leerfahrten.
Der Bahnhof Kidderminster Town ist nicht original. Er wurde von der SVR nach dem Vorbild des GWR-Bahnhofs in Ross-on-Wye (1892) gebaut und 1984 auf dem Gelände des ehemaligen Güterbahnhofs Kidderminster eröffnet.
Pläne für eine umfangreiche Renovierung der Bahnhofs Bridgnorth wurden vom Shropshire Council im August 2016 genehmigt. Dazu gehören ein neues Café, ein Parkplatz, eine Drehscheibe sowie Unterkünfte für das ehrenamtliche Personal, sobald die erforderlichen Mittel verfügbar sind.

## Schäden an der Infrastruktur

### Sommer 2007

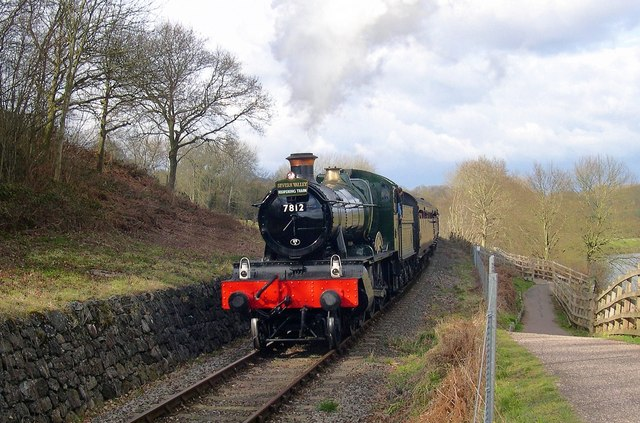
Lokomotive 7812 Erlestoke Manor vor dem ersten Zug am Tag der Wiedereröffnung der Severn Valley Railway (21. März 2008)

Als am Abend des 19. Juni 2007 heftige Gewitter die Gegend trafen, erlitt die Bahn einen beträchtlichen Schaden, größer als zu irgendeinem anderen Zeitpunkt ihrer Geschichte. Zwischen Bridgnorth und Northwood Halt ereigneten sich zahlreiche Erdrutsche. Mehrere Abschnitte der Gleise bei Fisherman's Crossing und Highley hingen frei in der Luft. Auch ein Teil der Gleise beim Oldbury-Viadukt wurde weggeschwemmt. Viele Einschnitte wurden mit Schutt gefüllt, während in Highley das Ausfahrsignal in Richtung Bridgnorth und die Böschung, auf der es gestanden hatte, durch das reißende Wasser weggeschwemmt wurden, das die Bahnhofsstraße hinunter auf die Strecke floss. In Hampton Loade wurde die Zufahrtsstraße zum Bahnhof – tatsächlich die einzige Straße zu diesem Ort – ebenfalls weggeschwemmt.
Am 22. Juni 2007 wurde für die nächsten Tage ein Spendenaufruf angekündigt, um Geld für die Reparaturen aufzubringen. Die geschätzten Gesamtkosten des Schadens mussten nach oben korrigiert werden in Folge weiterer Schäden durch Regen und Überflutung Ende Juli. Schließlich betrug die Rechnung für die Reparaturen ungefähr 3,7 Mio. £. Diese wurden aufgebracht durch eine erste Subvention des Europäischen Fonds für regionale Entwicklung von 750.000 £, eine Subvention von Advantage West Midlands über 500.000 £, 250.000 £ aus dem Heritage Lottery Fund, 1 Mio. £ von den Versicherern der SVR (500.000 £ für Bahndämme, 350.000 £ für Bauwerke, Signale und Gleise sowie 150.000 £ speziell für den Borle-Viadukt) sowie eine weitere Subvention des EFRE über 377.000 £. Das Spendenaufkommen betrug 650.000 £, der Rest stammte aus den Reserven der SVR. Ein Dutzend anderer Museumsbahnen hatte der betroffenen SVR Hilfe zugesichert, darunter die Mid Hants Railway, Gloucestershire Warwickshire Railway, West Somerset Railway, Avon Valley Railway, Dean Forest Railway, Great Central Railway, North Yorkshire Moors Railway and Bluebell Railway.
Diese Ereignisse beschädigten das Sommergeschäft der Museumsbahn, die Orte an der Strecke und die Wirtschaft der Gegend als Ganzes. Auch wurde eine deutliche Beeinträchtigung des Tourismus in Bridgnorth spürbar. Ein Sprecher kündigte am 22. Juni an, dass die Wiedereröffnung der Strecke zwischen Bewdley und Arley für Ende Juli erwartet wurde; der Abschnitt von Bridgnorth nach Hampton Loade sollte Ende August wieder in Betrieb gehen. Jedoch wurde Anfang Juli 2007 klar, dass sich diese Wiedereröffnungen um mindestens einen Monat verzögern würden; später war die Rede von bis zu drei Monaten. Am 19. Juli verursachten weitere sintflutartige Regenfälle weitere Schäden an mindestens 45 verschiedenen Stellen, da der Regen auf bereits wassergesättigten Boden fiel. An mindestens 10 dieser Stellen war der Schaden so schwer, dass größerer Baumaßnahmen erforderlich wurden, bevor man wieder die Gleise verlegen konnte. Später hieß es, dass die entscheidende Verbindung zwischen Hampton Loade und Arley einschließlich des Bahnhofs Highley und des neuen Lokschuppen-Museums vermutlich nicht vor dem Frühjahr 2008 in Betrieb gehen würde.
Der Streckenabschnitt von Bridgnorth nach Hampton Loade wurde schließlich am 9. Februar 2009 zu den Schulferien wieder eröffnet, obwohl einige Arbeiten zur Verbesserung der Entwässerung noch fertiggestellt werden mussten. Vollständig für die Öffentlichkeit wiedereröffnet wurde die Strecke von Kidderminster nach Bridgnorth an Karfreitag dem 21. März 2008. Durch diese Arbeiten wuchs die Zahl der Durchlässe unter der Strecke auf 144, wo es früher vor der Überschwemmung 44 gegeben hatte.

### Anfang 2025
Am 30. Januar 2025 ereignete sich ein Erdrutsch zwischen den Bahnhöfen Hampton Loade und Bridgnorth unmittelbar nördlich von Sterns. Er geschah, weil die rechte Flügelwand einer kleinen Brücke über den Mor Brook katastrophal versagte und so ein Teil des Bahndamms in den Bach rutschte. Dadurch wurde dieser Abschnitt der Strecke unbenutzbar und Bridgnorth vom Rest der Strecke abgeschnitten. Dies hat zahlreiche negative Auswirkungen auf die Museumsbahn; alle Dampflokomotiven sind im Bahnhof Bridgnorth gestrandet, und Ressourcen wie das Kohlenlager sind nicht mehr mit der Bahn erreichbar.
Es ist beabsichtigt, den Schaden zu reparieren. Mit Stand vom April 2025 hat die SVR Gespräche mit Versicherern und Bauunternehmen aufgenommen und 125.000 £ für die Reparaturen aufgetrieben. Viele andere Museumsbahnen, Einzelpersonen und Unternehmen haben ihre Unterstützung erklärt oder auf andere Weise zum Fundraising für die Reparatur beigetragen.

## Fernsehen und Film
- Der BBC-Fernsehfilm The Signal-Man (1976) nach der gleichnamigen Kurzgeschichte von Charles Dickens wurde im östlichen Einschnitt vor dem Tunnel zwischen Bewdley und Kidderminster gedreht. Ein Stellwerk als Kulisse wurde am Ort gebaut, während die Innenaufnahmen tatsächlich im Stellwerk Highley gefilmt wurden.[63]
- Teile von Kein Koks für Sherlock Holmes (1976) wurden auf der Museumsbahn gefilmt.[64]
- 1976 wurden zwischen Bewdley und Hampton Loade Szenen für den Walt-Disney-Film Candleshoe (veröffentlicht 1977) gedreht; Hauptdarsteller waren David Niven und Jodie Foster.[65]
- Die Fernsehadaption von Silver Blaze (1977) benutzte die Strecke.[64]
- Der Film Die 39 Stufen von 1978 wurde teilweise auf der Bahnlinie gedreht, besonders die Einstellungen, in denen Hannay (Robert Powell) an der Victoria Bridge hängt. Diese Szene spielt angeblich in Schottland.[66]
- Die Kinderserie der BBC God's Wonderful Railway (1980) wurde auf der Severn Valley Railway gefilmt.[67]
- Auch eine andere Kinderserie der BBC, The Box of Delights (1984), wurde auf der Strecke gefilmt; die Bahnhofsszenen zeigen sowohl Bewdley als auch Arley.[68][69]
- In dem Film Die Chroniken von Narnia: Der König von Narnia (2005) zieht die Lokomotive Nr. 7802 Bradley Manor den Zug, der die Pevensies zu dem Bahnhof bringt, der dem Haus des Professors am nächsten liegt.[70]
- Die Victoria Bridge erscheint kurz in dem Film Sherlock Holmes: Spiel im Schatten (2011), als Holmes Dr. Watsons Frau Mary aus einem Zug stösst, während dieser über die Brücke fährt.[71]
- Bewdley und Kidderminster, die Lokomotive Nr. 42968 und eine Reihe von LNER-Personenwagen spielten in Szenen von Dancing on the Edge mit, einer fünfteiligen Miniserie von Stephen Poliakoff, die im Februar 2012 gedreht und im Februar 2013 gesendet wurde.[72]
- 2019 wurde ein Teil des Netflix-Originalfilms Enola Holmes auf der Severn Valley Railway gedreht.[73]